# Предраг Смиљковић
Предраг Смиљковић (Власотинце, 5. септембар 1969) српски је позоришни, телевизијски и филмски глумац.

## Биографија
Позоришни и филмски глумац прославио се у серији Породично благо и филму Тајна породичног блага као „Тихомир Стојковић звани Шпиц из село Стајковце код Лесковац“. Играо је у позоришту, филмовима и ТВ серијама а најчешће у комедијама. Најбоље дочарава ликове са југа Србије са такозваним лесковачким и власотиначким нагласком.

## Награде
Добитник је специјалне награде Златна антена која се додељује на фестивалу домаћих играних серија (ФЕДИС) за најупечатљивији лик у ТВ продукцији за улогу Тихомира Стојковића Шпица 2011. године.

## Филмографија
| Год.       | Назив                                       | Улога                            |
| ---------- | ------------------------------------------- | -------------------------------- |
| 1990-е     |                                             |                                  |
| 1995.      | Не веруј жени која пуши гитанес без филтера | Судија                           |
| 1996.      | Срећни људи                                 | Судија Павковић                  |
| 1996.      | Срећни људи: Новогодишњи специјал           | Судија Павковић                  |
| 2000-е     |                                             |                                  |
| 2000.      | Тајна породичног блага                      | Тихомир Стојковић „Тика Шпиц“    |
| 2000.      | А сад адио                                  | Тихомир Стојковић „Тика Шпиц“    |
| 2001.      | Буди фин                                    |                                  |
| 1998—2002. | Породично благо                             | Тихомир Стојковић „Тика Шпиц“    |
| 2004.      | Te quiero, Радиша                                    | Тихомир Стојковић „Тика Шпиц“    |
| 2005.      | Леле, бато                                  | Тихомир Стојковић „Тика Шпиц“    |
| 2004—2006. | Стижу долари                                | Будимир Радовановић „Буда шумар” |
| 2007.      | Оно наше што некад бејаше                   | Икицин отац                      |
| 2008.      | Рањени орао                                 | Олгин отац                       |
| 2009.      | Заувек млад                                 | Посланик                         |
| 2010-е     |                                             |                                  |
| 2011—2012. | Цват липе на Балкану                        | Светозар Грдић                   |
| 2006—2012. | Бела лађа                                   | Тихомир Стојковић „Тика Шпиц“    |
| 2013.      | Војна академија 2                           | Зимчетов отац                    |
| 2016.      | Војна академија 3: Нови почетак             | Зимчетов отац                    |
| 2012—2018. | Војна академија (ТВ серија)                 | Зимчетов отац                    |
| 2014.      | Самац у браку                               | Татјанин отац                    |
| 2017.      | Синђелићи                                   | Анин стриц Максим                |
| 2019.      | Није све као што изгледа                    | Тетреб                           |
| 2020-е     |                                             |                                  |
| 2020-2021. | Јунаци нашег доба                           | Тихомир Стојковић „Тика Шпиц“    |
| 2020.      | Жигосани у рекету                           | Спасоје                          |
| 2021.      | Феликс                                      | Воја                             |